# Wilmer Calderon
Wilmer Calderon (Santurce, 8 de mayo de 1975) es un actor puertorriqueño, conocido por su papel de Tash en Fast and Furious: Aún más rápido (2009).

## Biografía
Aunque Wilmer nació en Santurce, Puerto Rico, abandonó su país natal con tan solo 2 años para viajar con sus padres a Brandon (Florida) en Florida. Sus padres le enseñaron español en casa, mientras que al mismo tiempo, este aprendía inglés viendo episodios de Barrio Sésamo.
A los 5 años empezó a jugar en un equipo de baseball, con el que recorrió Florida jugando la liga de su categoría durante un año. A su vez, se preocupaba mucho por sus estudios y fue compaginando ambos. Cuando alcanzó la categoría sénior, consiguió el récord de la temporada en bases robadas. Sus estudios continuaron en la Marshall University, donde comenzó a darse cuenta de su afición por la interpretación.
Su mentor y quien le ha ayudado durante toda su trayectoria artística, es el conocido actor y productor, Benicio del Toro.

## Trayectoria
Wilmer, debutó en 1995 con la película: The Walking Dead, interpretando el papel de Angelo; su trabajo gustó mucho entre varios productores de televisión, quienes le contactaron para comenzar a trabajar en la pequeña pantalla, siendo su primer trabajo The Mystery Files of Shelby Woo en 1996, donde dio vida a Kevin Crossland en un episodio de dos partes, llamado: Hot Seats: Part 1 y Part 2.
Durante varios años, solo trabajó en televisión, exceptuando el cortometraje Hold On de 2002. Ya en 2005, y cumpliendo 10 años desde su debut como actor, vuelve al cine con Venice Underground.
Tras pasar desapercibido durante los años siguientes, llegó A todo gas: Aún más rápido en 2009, que reforzó su carrera como actor, consiguiendo hacerse con pequeños papeles en series de televisión de renombre como: Castle, Anatomía de Grey o el El Mentalista.

## Filmografía

### Cine
- (2015) Tinker (postproducción), como Manna.
- (2015) The Perfect Guy (postproducción), como Detective Gardner.
- (2015) The Diabolical (postproducción), como Miguel.
- (2015) Desecrated, como Eduardo.
- (2014) The Heyday of the Insensitive Bastards, como Barnett.
- (2012) Jewtopia, como Juan.
- (2011) Happy New Year, como Santiago.
- (2011) Beautiful Wave, como Capitán Quintero.
- (2009) Fast and Furious: Aún más rápido, como Tash.
- (2008) En tierra de nadie: El amanecer de Reeker, como Carlos.
- (2007) Good Time Max, como T-Ray.
- (2007) Finishing the Game: The Search for a New Bruce Lee, como Cesar. (Escenas eliminadas)
- (2006) Mentes en blanco, como Detective Molina.
- (2006) El desafío, como Estrada.
- (2006) Devil's Highway, como Manuel.
- (2005) La maldición (Cursed), como Oficial de policía.
- (2005) Venice Underground, como conductor.
- (1995) The Walking Dead, como Angelo.

### Televisión
- (2014) Agentes de SHIELD, como Idaho.
- (2014) Futurestates, como Xavier.
- (2013) Borderline, como Diego.
- (2013) NCIS: Los Ángeles, como Marcos.
- (2013) Criadas y malvadas, como Danny Hernández / Shiv.
- (2013) Melissa & Joey, como Andrew.
- (2013) Bones, como Milo Mills.
- (2013) Monday Mornings, como Mike Garret.
- (2011) El mentalista, como Lalo Concepción.
- (2011) Anatomía de Grey, como Raul Aranda.
- (2011) Castle, como Marvin "Oz" Osminkowski.
- (2010) 10,000 days, como Xavier Ruiz.
- (2010) Better Off Ted, como Carlos.
- (2009) Dark Blue, como Ernesto.
- (2008) Caso abierto
- (2008) The Closer, como Luis Delgado.
- (2007) Dexter, como Teo.
- (2005) La zona muerta, como Miguel.
- (2004) Veronica Mars, como Chardo Navarro.
- (2004) The Shield: Al margen de la ley, como Ricky.
- (2004) CSI: Miami, como Jimmy Azario.
- (2003) 24, como Pedro.
- (2003) Eve, como operador de cámara.
- (2003) Dragnet, como Mike Beckway.
- (2003) Policías de Nueva York, como Ignacio Delgado.
- (2001) Urgencias, como Mickey Stubbs.
- (2000) Siete días, como Morales.
- (1999-2000) Pacific Blue, como Emilio Correro.
- (1999) V.I.P., como Hector.
- (1999) Profiler, como Victor.
- (1998) Belleza y poder, como miembro de la banda.
- (1996-1997) Second Noah, como Alex / Derrick.
- (1997) Love's Deadly Triangle: The Texas Cadet Murder, como Perry. (Telefilme)
- (1996) Verano de terror, como repartidor. (Telefilme)
- (1996) The Mystery Files of Shelby Woo, como Kevin Crossland.

### Cortometrajes
- (2011) Sold, como Will.
- (2007) La revolución de Iguodala!, como Iguodala.
- (2002) Hold On, como hombre latino.